# 青枯病
青枯病（あおがれびょう、bacterial wilt disease）は、ナス科植物をはじめ200種以上の植物に感染し、食糧生産など農業上深刻な被害をもたらす病害。

## 症状
急速に凋れて植物が青々としている状態で枯死するため、この名が付いた。青枯病は、青枯病菌が植物の維管束内で増殖し、大量に生産する細胞外多糖が維管束の通水を悪化させることから萎凋が起きる、という過程をたどる。
発病株の地際部の維管束部分には褐変がみられる。また地際部の茎を切断し、その茎を水につけると、菌泥と呼ばれる白い煙のようなものが観察されるのが特徴である。菌泥の正体は病原体である細菌・青枯病菌（Ralstonia solanacearum、旧学名Pseudomonas solanacearum）と、それが大量生産する細胞外多糖である。

## 被害
- ナス科
  - ナス（ナス青枯病）
  - トマト（トマト青枯病） - 初期には葉の先端部が昼間に萎凋し、曇天時や夜間に回復することを繰り返す[3]。症状の進行とともに回復しなくなり最終的に枯死する[3]。
- ショウガ科
  - ショウガ（ショウガ青枯病） - 下位葉から黄化や部分的萎凋を生じ、上位葉に進展して全身的な萎凋となり枯死する[1]。
  - クルクマ（クルクマ青枯病）
- ベンケイソウ科
  - カランコエ（カランコエ青枯病） - 葉の黄化や落葉を生じ、重症の株は枯死する[1]。
- ツリフネソウ科
  - ホウセンカ（ホウセンカ青枯病） - 地上部の急性萎凋を生じ、枯死することがある[1]。

## 対策
耕種的・物理的防除と薬剤防除がある。なお、管理作業中に発病株に接触した刃物や手指でも感染するため消毒を要する。

### 耕種的・物理的防除
- 青枯病抵抗性台木を使用した接ぎ木栽培[3]。通常の接ぎ木栽培でも発病がみられる場合には高接ぎ木栽培（台木の本葉2葉上以上で接ぎ木）が行われる[3]。
- 高畝や額縁明渠など圃場の排水対策の徹底[2][3]
- 発病株の速やかな除去[3]

### 薬剤防除
臭化メチルによる土壌燻蒸が最も有効だとされてきたが、臭化メチルがオゾン層破壊ガスの一種だとして使用が制限されるようになったため、これに代替する防除法の開発が求められている。
クロルピクリン錠剤の深耕混和処理や、糖蜜を利用した土壌還元処理などが行われる。